# Pseudochirella batillipa
Pseudochirella batillipa is een eenoogkreeftjessoort uit de familie van de Aetideidae. De wetenschappelijke naam van de soort is voor het eerst geldig gepubliceerd in 1978 door Park.